# 470 Kilia
470 Kilia (1901 GJ) là một tiểu hành tinh ở vành đai chính thuộc kiểu T và kiểu B. Nó được Luigi Carnera phát hiện ngày 21.4.1901 ở Heidelberg và được đặt theo tên tiếng Latinh của thành phố Kiel, Đức.